# Campeonato Pan-Pacífico de Natación de 2026
El XIV Campeonato Pan-Pacífico de Natación se celebrará en Los Ángeles (Estados Unidos) entre el  de agosto y el  de agosto de 2026 bajo la organización de la Federación Internacional de Natación (FINA) y la Federación Estadounidense de Natación.
El campeonato tenía que haber sido realizado en 2022, pero debido a problemas originados a causa de la pandemia de COVID-19, fue pospuesto para 2026.